# Masaši Kamekawa
Masaši Kamekawa (japonsky 亀川 諒史, * 28. května 1993) je japonský fotbalista.

## Klubová kariéra
Hrával za Shonan Bellmare, Avispa Fukuoka, Kashiwa Reysol a V-Varen Nagasaki.

## Reprezentační kariéra
S japonskou reprezentací se zúčastnil Letních olympijských her 2016.